# Marinus Hohmann

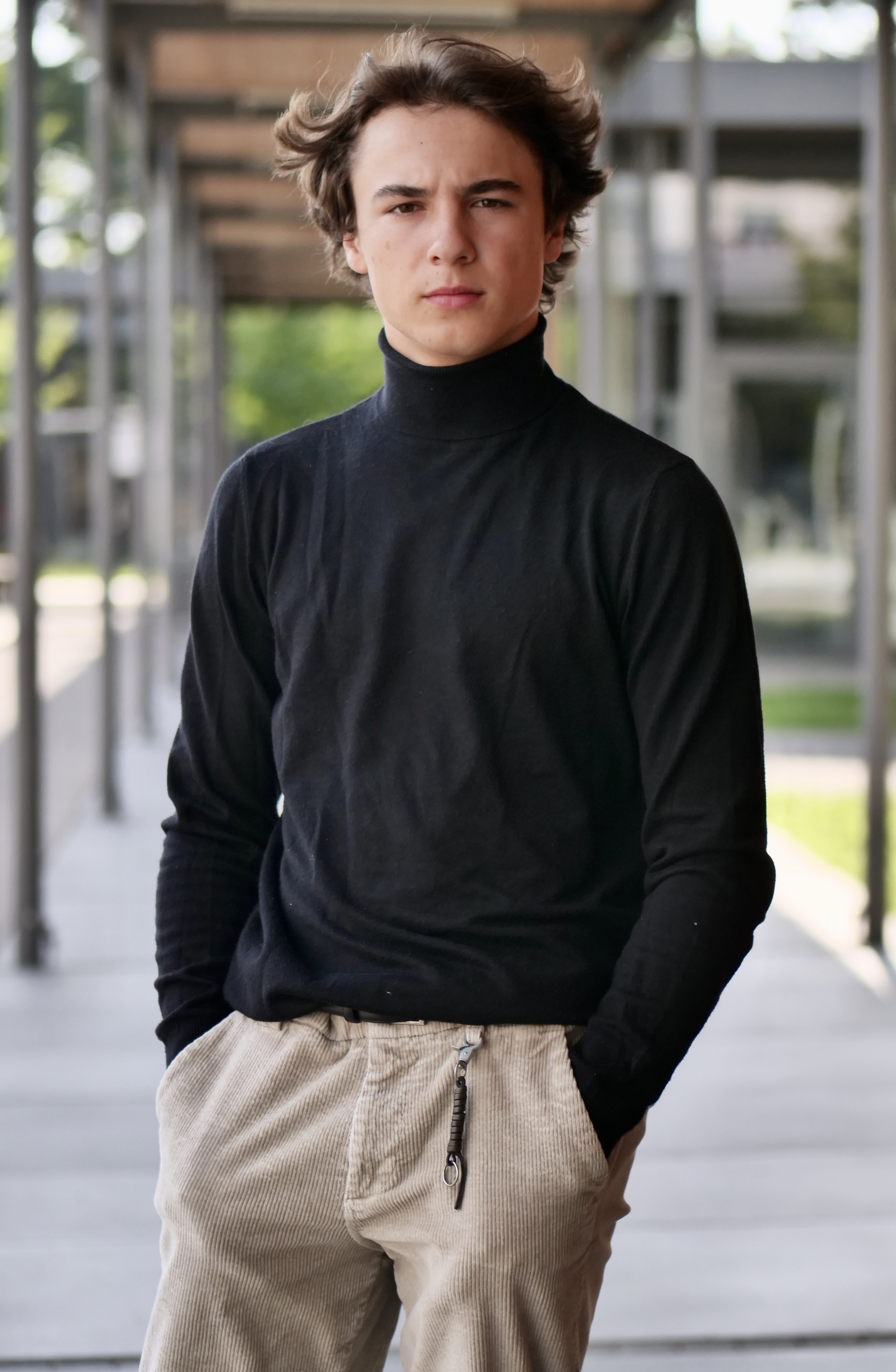
Marinus Hohmann (2022)

Marinus Hohmann (* 12. Januar 2004 in Bad Aibling) ist ein deutscher Schauspieler.

## Leben
Marinus Hohmann trat 2010 erstmals filmisch in Erscheinung. Im besagten Jahr spielte er in einer Fan-Verfilmung des Videospiels Super Smash Bros. Brawl mit. Im selben Jahr erhielt er seine erste Rolle in einem Werbespot für payback, weitere Werbespots folgten.
Seit 2013 spielt Hohmann in mehreren Fernsehserien wie Der Bergdoktor mit. In einem Kinofilm zum Leben des katholischen Widerstandskämpfers Pater Rupert Mayer spielte er den jungen Rupert Mayer. Außerdem trat er im besagten Jahr als Interpret in einem Musikvideo namens Arschbombe in Erscheinung (vgl. Arschbombe).
2016 war Hohmann im Kinofilm Willkommen bei den Hartmanns als revoltierender Sohn der Familie zu sehen. 2018 spielte er im Kinofilm Fünf Freunde und das Tal der Dinosaurier, der nach einem Buch aus der gleichnamigen Serie Fünf Freunde von Enid Blyton entstand, in der Rolle des Julian eine der Hauptrollen. Auch in der Romanverfilmung Als Hitler das rosa Kaninchen stahl von 2019 verkörperte er als Sohn der Familie im Exil eine wichtige Rolle.
Neben seinen Filmrollen spielt Hohmann seit 2014 auch im Theater, erstmals als Chorsänger in Feuersnot von Richard Strauss am Staatstheater am Gärtnerplatz in München. Weitere Theaterrollen waren im selben Jahr Tschitti Tschitti Bäng Bäng sowie das Disney-Musical Die Schöne und das Biest.
Im Jahr 2022 hatte Hohmann zwei kurze Gastauftritte als Till Brenner, der Bruder von Tina Brenner, in der Serie Dahoam is Dahoam. Von August 2023 bis April 2025 gehörte seine Rolle zum Hauptcast der Serie.

## Filmografie (Auswahl)
- 2014: Der Bergdoktor (Episode: In der Falle)
- 2014: Pater Rupert Mayer
- 2014: Frühling (Episode: Einmal Frühling und zurück)
- 2014: Die Bergretter (Episode: Das fremde Mädchen)
- 2014: Die Chefin (Episode: Tödliche Seilschaften)
- 2016: Um Himmels Willen (Episode: Superheld)
- 2016: Willkommen bei den Hartmanns
- 2018: Fünf Freunde und das Tal der Dinosaurier (Kinofilm)
- 2019: Als Hitler das rosa Kaninchen stahl
- 2019: Die Chefin (Episode: Justitias Zuhälter)
- 2020: Der Alte und die Nervensäge
- 2022–2025: Dahoam is Dahoam